# 伯爾納·阿揚多
伯納德·克里斯蒂安·阿延德赫（法語：Bernard Christian Ayandho，1930年12月15日—1993年）曾經擔任過中非共和國總理，任期從1979年9月26日至1980年8月22日為止。